# Cordeiro (Recife)
Cordeiro é um bairro da cidade do Recife, Pernambuco, Brasil. Conhecido por seu Parque de Exposição de Animais, que fica na Avenida Caxangá
Pertencente à 4ª Região Político-Administrativa do Recife (RPA-4), a Oeste da cidade, o bairro do Cordeiro é cortado pela Avenida Caxangá , onde está situado a Parque Professor Antônio Coelho, conhecido como Parque de Exposições de Animais do Cordeiro. 
Faz limite com os bairros da Torre, Zumbi, Prado, San Martin, Torrões, Engenho do Meio, Iputinga, Poço da Panela e Santana.

## História
Situado entre os bairros de Iputinga e Zumbi, surgiu em terras que, a princípio, pertenceram ao senhor-de-engenho Ambrósio Machado, que também foi governador da Capitania do Rio Grande do Norte, entre 1616 e 1619. Na área cortada pelo Rio Capibaribe existia uma passagem que levava ao local do atual bairro de Casa Forte, do outro lado do rio. Também havia ali um poço que fornecia água à vizinhança. Esses dois fatores favoreceram o surgimento de um povoado. Em 1654, o engenho de Ambrósio Machado foi confiscado pelos holandeses. Mais tarde, parte dessas terras passaria para o herói da guerra contra os holandeses João Fernandes Vieira, através de ocupação comandada por um dos seus ajudantes de ordem, o capitão João Cordeiro de Mendanha. 
Fernandes Vieira tornou-se um dos senhores-de-engenho mais ricos do Nordeste do Brasil e deixou aquela propriedade sob administração de João Cordeiro Mendanha, que acabaria dando nome ao engenho. Também a passagem que ligava a localidade à Casa Forte (antes chamada Passagem de Ambrósio Machado) passou a ser chamada Passagem do Cordeiro. Foi, aliás, por aquela passagem que, em 1645, as forças pernambucanas cruzaram o rio para atacar e derrotar tropas do exército holandês que estavam acampadas no Engenho de Dona Ana Paes, mais tarde denominado Engenho Casa Forte exatamente por conta dessa batalha. 
As terras foram confiscadas pelos holandeses invasores. Após a Restauração Pernambucana, as terras passaram para o domínio do estado e arrematadas em hasta pública pelo capitão José Camelo Pessoa, então proprietário do Engenho Monteiro. Oficialmente, a propriedade só ganhou o nome de Engenho Cordeiro no final do século XVIII, quando aquelas terras foram compradas por Sotero de Castro.

## Demografia
Segundo o Censo do IBGE, em 2010 o bairro do Cordeiro tinha uma população de 69.775 habitantes, área de 344,2 hectares e densidade de 162,80 habitantes/km². Seu IDH atualmente é de 0,912.

## Principais logradouros
- Avenida Caxangá,
- Avenida do Forte do Arraial Novo do Bom Jesus;
- Avenida General San Martin;
- Avenida Inácio Monteiro;
- Rua Gomes Taborda;
- Rua Cláudio Brotherhood;
- Rua Gregório Júnior; entre outros.

## Edificações
- Compaz Escritor Ariano Suassuna;
- Centro Eulampio Cordeiro;
- Ag. e Central de Distribuição dos Correios e Telégrafos;
- Superintendência Federal de Agricultura E Pecuária No Estado de Pernambuco - Ministério da Agricultura - SGA - PE;
- Hospital Getúlio Vargas, (Atendimento pelo SUS) [7]
- Hospital Veterinário do Recife - Público;
- Igreja de São Sebastião do Cordeiro [8][5]
- Capela Santa Terezinha
- Parque de Exposições de Animais do Cordeiro
- Forte do Arraial Novo do Bom Jesus[5]
- Mercado Público do Cordeiro[9][5]
- Sala de Reboco ( Tradicional casa de apresentações de cantores de músicas nordestinas, do forró,  do xaxado, do Baião, entre outras) com espaço para dançar e festejar a cultura pernambucana. [10][5]

## Carnaval
Foi no bairro do Cordeiro que foi criado e se estabeleceu o Bloco da Saudade, bloco carnavalesco que abrilhanta o carnaval de Pernambuco.

## Dados Demográficos
Localização: RPA: 4, Microrregião: 4.1, Distância do Marco Zero (km)1 :6,54
Área Territorial (hectare): 340 
População Residente: 41.164 habitantes
Densidade Demográfica (habitante/hectare): 121,02
Domicílios (nº): 12.797
- Média de moradores por domicilio (habitante/domicílio): 3,2
- Proporção de Mulheres Responsáveis pelo Domicílio: 47,90
- Valor do Rendimento Nominal Médio Mensal dos Domicílios[Nota 4]: R$ 2.812,73

## Bomba Grande
Bomba Grande é uma comunidade dentro do bairro do Cordeiro.
O evento tutístico característico da comunidade é a Feira de Bomba Grande.

### Escolas no Cordeiro
Públicas:
- Escola Barros Carvalho
- Escola Jornalista Trajano Chacon;

Particulares:
- Colégio Anglo Líder - Cordeiro;
- Colégio Geração Ativa;
- Colégio Santa Emília - Cordeiro;
- Colégio Souza Leão - Cordeiro;
- Escola Pequeno Aprendiz;
- Escola Sua Majestade;
- Escola Talentinho (Hotelzinho e Berçário )

### Escolas  na Bomba Grande
- Creche Municipal Menino Jesus de Bomba Grande[13]
- Escola da Associação dos Moradores do Bairro de Bomba Grande[11]